# Albert Pahimi Padacké

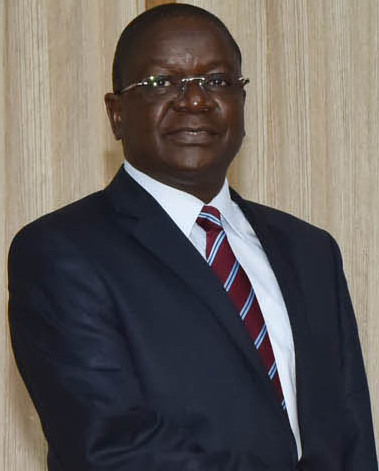
Albert Pahimi Padacké, 2018

Albert Pahimi Padacké (arabisch ألبر بهيمي بدكي, DMG Albir Bahīmī Badakī, * 15. November 1966) ist ein tschadischer Politiker und war vom 13. Februar 2016 bis 5. Mai 2018 Premierminister der Republik Tschad. Der nach dem Tod von Idriss Déby am 20. April 2021 installierte, von Débys Sohn Mahamat Idriss Déby Itno geführte militärische Übergangsrat ernannte Albert Pahimi Padacké am 26. April 2021 zum Interims-Ministerpräsidenten der Übergangsregierung. Dieses Amt führte er bis Oktober 2022 aus und wurde von Saleh Kebzabo abgelöst.

## Leben

### Diverse Ämter
In den 1990er Jahren war Padacké Finanzminister, später arbeitete er als Handelsminister, bis er und zwei andere Minister von Präsident Idriss Déby im November 1997 wegen Fehlens am Arbeitsplatz entlassen wurde (Déby besuchte unangekündigt Regierungsgebäude und fand Padacké nicht an seinem Arbeitsplatz vor).
Im Februar 2001 wurde Padacké zum Staatssekretär für Finanzen ernannt, bevor er am 8. April 2001 mit der Aufgabe des Ministers für Minen, Energie und Öl betraut wurde. Bereits im August 2001 wurde er von dieser Aufgabe wieder entbunden und diesmal zum Minister ohne Geschäftsbereich eingestellt. Diesen Posten hatte er bis zum Juni 2002 inne.
Padacké wurde im April 2002 als Kandidat für die Partei Rassemblement national pour la démocratie au Tchad (kurz RNDP-Le Réveil) in die Nationalversammlung gewählt. Vom Juni 2002 bis zum August 2005 war er Mitglied der Zentralafrikanischen Wirtschaftsgemeinschaft, anschließend wurde er am 7. August 2005 zum Landwirtschaftsminister designiert.
Bei der Präsidentschaftswahl im Mai 2006, an der viele Parteien gar nicht erst teilnahmen, weil sie der Meinung waren, die Wahl sei ohnehin manipuliert, war er Kandidat für die RNDP-Le Réveil und erreichte mit 7,82 % den dritten Platz. Am 29. Mai, kurz nach den Wahlen, gratulierte er dem Sieger Idriss Déby.
Später war er erneut Landwirtschaftsminister und ab dem 7. März 2007 Justizminister. Am 23. April 2008 wurde zum Minister für Post, Informationstechnologien und Kommunikation berufen.

### Als Premierminister
Schließlich, am 13. Februar 2016, wurde Pahimi Padacké von Präsident Idriss Déby zum Premierminister ernannt. Damit ersetzte er seinen Vorgänger Kalzeubé Pahimi Deubet.
Anfang Januar des Jahres 2017 erklärte Padacké die Grenze zum Nachbarstaat Libyen zum militärischen Sperrgebiet. Mit dieser Maßnahme sollen weitere IS-Kämpfer davon abgehalten werden, in den Tschad zu fliehen, nachdem zuvor bereits einige Terroristen die Grenze passieren konnten.
Die Wahl von Moussa Faki zum Vorsitzenden der AU-Kommission am 30. Januar 2017 wurde von Padacké begrüßt. In einem Schreiben gratulierte er Faki zu seiner Wahl und wünschte ihm viel Erfolg bei seiner Aufgabe. Er bedankte sich zudem auch bei allen, die Faki unterstützt haben.
Am 30. April 2018 wurde in einer von der Opposition boykottierten Abstimmung im Parlament die Verfassung dahingehend geändert, dass ein reines Präsidialsystem ohne Regierungschef eingeführt und die Regelung über die Amtszeit des Präsidenten geändert wurde. Drei Tage danach, unmittelbar vor Inkrafttreten der Änderung, trat die gesamte Regierung zurück, blieb aber geschäftsführend bis zur Ernennung von Nachfolgern im Amt.
Am 13. März 2024 wurde Albert Pahimi Padacké von seiner Partei, der Nationalen Rallye für Demokratie im Tschad (RNDT-Le Réveil), als Kandidat für die Präsidentschaftswahl vom 6. Mai 2024 nominiert.